# Phare de Tiumpan Head
Le phare de Tiumpan Head (en gaélique écossais : Rubha an Tiùmpain) est un phare situé sur le cap de Tiumpan Head au nord-est de l'île de Lewis (Hébrides extérieures) au nord-ouest des Highlands en Écosse.
Ce phare est géré par le Northern Lighthouse Board (NLB) à Édimbourg, l'organisation de l'aide maritime des côtes de l'Écosse.

## Le phare
Le phare a été conçu par les ingénieurs civils écossais David Stevenson et Thomas Stevenson en 1864.
L'idée d'un phare au cap de Tiumpan Head, dans le village de Portvoller (en) dans l'île de Lewis fut longtemps demandée, mais refusée pendant de nombreuses années par la Board of Trade. Après une recommandation de la commission parlementaire Highlands and Islands sur des chalutiers illégaux, elle a été approuvée en mai 1879.
Le phare et le bâtiment ont été conçus par les ingénieurs civils écossais David Stevenson et Charles Alexander Stevenson et construits par John Aitken, William Frew en fut l'inspecteur des travaux. Chance Brothers and Company a fait l'optique et Dove and Co. le système de rotation. La lumière fut mise en service le 1er décembre 1900.
Six gardiens de phare ont été attachés à cette station, trois gardiens de phare avec leurs familles, un assistant et deux gardiens occasionnels venant du village proche de Portnaguran (en).
La reine Élisabeth II a visité le phare en 1956, avec le jeune Duc de Cornouailles et la Princesse Anne. L'héritier du trône, âgé de sept ans, donna le premier coup de la nouvelle sirène de brouillard. Le signal de brouillard est actionné avec l'air comprimé fourni par un compresseur, conduit par un moteur Kelvin Diesels (en). Il y avait trois moteurs Kelvin et plusieurs compresseurs, et quand le signal de brouillard était en fonctionnement, deux d'entre eux étaient en service pour maintenir la pression d'air requise avec une veille, en rotation. En 1984, le signal de brouillard a été interrompu et son bâtiment a été démoli.
Le phare a été automatisé en 1985. L'hébergement des anciens gardiens n'étant plus nécessaire, ils abritent maintenant des chenils et une chatterie. Il est situé à 14 km au nord-est de Stornoway, accessible par la route.